# Interpretaciones del liberalismo de Max Weber
Hay diferentes interpretaciones del liberalismo de Max Weber debido a sus bien conocidos logros sociológicos. Max Weber es considerado el fundador de las ciencias sociales modernas, junto a las figuras de Émile Durkheim y Karl Marx. Algunos estudiosos del pensamiento weberiano han prestado menos atención al extenso y a menudo apasionado compromiso de Weber con la política de su época, particularmente en los Estados Unidos. Sin embargo, los intelectuales europeos han prestado más atención a su pensamiento político. La mayoría de los escritos políticos de Weber no se han traducido o se han traducido solo recientemente de forma fragmentada.

## Visión general
Las ideas políticas de Weber han inspirado desacuerdos en Alemania durante décadas. Su concepción de la democracia ha sido objeto de un debate especialmente acalorado. Weber rechazó la estructura política autoritaria del régimen guillermino. Abogó por la reforma parlamentaria y democrática. Weber defendió las  libertades de lo que llamó la "era de los Derechos del Hombre". Algunos encuentran problemático el liberalismo de Weber.
Raymond Aron ha señalado que Weber no era un "liberalismo moderno, en el sentido estadounidense", y no "estrictamente hablando, un demócrata en el sentido de que los franceses, los ingleses, o los estadounidenses dieron el término ". Aron vio que Weber había buscado colocar la "gloria de la nación y el  poder del estado" por encima de todas las demás cosas.
Stephen P. Turner y Regis A. Factor han concluido que Weber rechazó la base filosófica de la mayoría de las formulaciones occidentales de la Ilustración y liberalismo. Weber concibió la "parlamentarización" principalmente para seleccionar líderes. Weber era fuertemente tecnocrático.

## Interpretaciones

### Puntos de vista políticos
Jacob P. Mayer escribió en 1944 una crítica de Max Weber, titulada "Max Weber y la política alemana: un estudio de sociología política". Publicado en Inglaterra durante la guerra, este trabajo nunca apareció traducido al alemán. Mayer había sido archivero del Partido Socialdemócrata (SPD) y el principal crítico de libros del periódico del partido "Vorwärts" Partido Socialdemócrata de Alemania (SPD). Fue blanco de la persecución del nazismo, de la cual escapó a Inglaterra. Allí se involucró con el Partido Laborista y fue miembro de la facultad en la Escuela de Economía de Londres durante la última parte de la Segunda Guerra Mundial.
Mayer etiquetó la filosofía de Weber como el "nuevo Niccolò Machiavelli de la era del acero. La concepción del estado que Weber apoyó fue vista como una fase intermedia en una tradición destructiva de la realpolitik alemana una tradición que Mayer vio extenderse desde Bismarck a Hitler. Mayer interpretó una "satisfacción trágica" con la que se vio a Weber abrazar "el carácter vacío" de la filosofía del valor de Kant de Heinrich Rickert. Mayer vio la teoría del valor de Weber como una contribución nihilista al surgimiento del Nacionalsocialismo.
Wolfgang J. Mommsen inició el debate argumentando esto en la publicación alemana de 1959 de "Max Weber y la política alemana 1890-1920". Mommsen cuestionó la reputación liberal del sociólogo. Según Mommsen, la idea sociológica de Weber de autoridad carismática era evidente en sus puntos de vista políticos, y estaba "cerca de las nociones fascistas de liderazgo plebiscitario". Mommsen cuestionó la reputación liberal del sociólogo. Según Mommsen, la idea sociológica de Weber de autoridad carismática era evidente en sus puntos de vista políticos, y estaba "cerca de las nociones fascistas de liderazgo plebiscitario". Mommsen también asoció a Weber con el ascenso de Hitler: "Las enseñanzas de Weber sobre el liderazgo carismático, junto con la formulación radical del significado de las instituciones democráticas, contribuyeron a que el pueblo alemán estuviera listo para elogiar la posición de liderazgo de Adolf Hitler. "
El llamado de Max Weber a la reforma democrática del estado guillermino, y su participación en la redacción de la Constitución de Weimar, había llevado a los intelectuales alemanes en la década de 1950 a considerarlo como una autoridad que podía justificar el carácter democrático de la nueva República Federal de Alemania. La tesis de Mommsen, de que Max Weber apoyó la democracia parlamentaria como un medio para servir a los intereses de poder del estado-nación alemán, encontró una respuesta aguda, porque, en palabras de Raymond Aron, esto eliminó "la nueva democracia alemana de un 'padre fundador', un antepasado glorioso y un portavoz de genio".

### Política y sociología
Se ha considerado que las opiniones políticas de Weber amenazan la reputación de su sociología. Günther Roth, Reinhard Bendix y Karl Loewenstein defendieron la sociología weberiana argumentando que está separada de sus convicciones políticas. Consideran la distinción de Weber entre neutralidad de valores científica y política evaluativa para respaldar esta afirmación. En su opinión, la política de Weber debería interpretarse como algo separado de la interpretación de su sociología. Mommsen rechazó esta idea.
Mommsen escribió sobre las continuidades entre la sociología "neutral en cuanto al valor" de Weber y su política "evaluativa". La segunda edición de "Max Weber y la política alemana 1890-1920" argumentó que "los valores y la ciencia, en el pensamiento de Weber, eran interdependientes". Los críticos fueron descartados por intentar "proteger las obras sociológicas de Max Weber contra cualquier posible crítica basada en aspectos políticos". Günther Roth respondió en una revista sociológica estadounidense de 1965, afirmando que Weber era un objetivo importante para una serie de críticas dirigidas a la sociología política en general, si no en la mayoría de las ciencias sociales. Roth también afirmó que Mommsen se alejó del interés de los sociólogos estadounidenses en Weber, y su tratamiento se vuelve cuestionable cuando interpreta el análisis sociológico de Weber como ideología política. Roth declaró que su "principal intención" era "no proporcionar una defensa histórica de Weber, sino una revisión de las críticas que parecen tener en cuenta la razón de ser de la sociología política". Afirmó además que Weber "debe parecer relativista y maquiavélico a todos aquellos que, por razones ideológicas, no pueden reconocer ninguna línea divisoria entre sociología política e ideología política. Weber insistió enfáticamente en tal distinción, mientras que sus críticos se niegan a distinguir entre su erudición y su política".
Raymond Aron no consideró que la sociología de Weber estuviera por encima de la política. Consideraba que Weber, tanto en política como en sociología, era un típico "político de poder". Aron escribió en 1971 que Weber "pertenece a la posteridad de Maquiavelo tanto como a los contemporáneos de  Nietzsche", y que "la lucha por el poder entre clases e individuos" le parecía a Weber la "esencia" de la política.